# Герат (провінція)
Герат (пушту هرات) — одна з найбільших провінцій Афганістану, розташована на заході країни, на кордоні з Іраном. На північному сході межує з провінцією Бадгіс, а на півдні — з Фарахом. За часів афганської війни (1979–1989) у провінції діяв впливовий польовий командир Ісмаїл-хан, який надалі став губернатором цієї провінції й успішним державним політиком.

## Географія
Більшу частину провінції займають полинні пустелі. В долині річки Геріруд — оаза.

## Господарство
В Гератській долині розвинуто садівництво: вирощується абрикос, інжир, слива, груша, яблуня.

## Райони
- Адраскан
- Гхорьян
- Гулран
- Гузара
- Зінда Джан
- Інджил
- Карукх
- Кошан
- Кушк
- Кушкі Кушна
- Обє
- Паштун Заргхун
- Фарсі
- Хірат
- Чішті Шаріф
- Шінданд

## Сусідні провінції
| Афганістан | Це незавершена стаття з географії Афганістану. Ви можете допомогти проєкту, виправивши або дописавши її. |